# قرار الجمعية العامة للأمم المتحدة

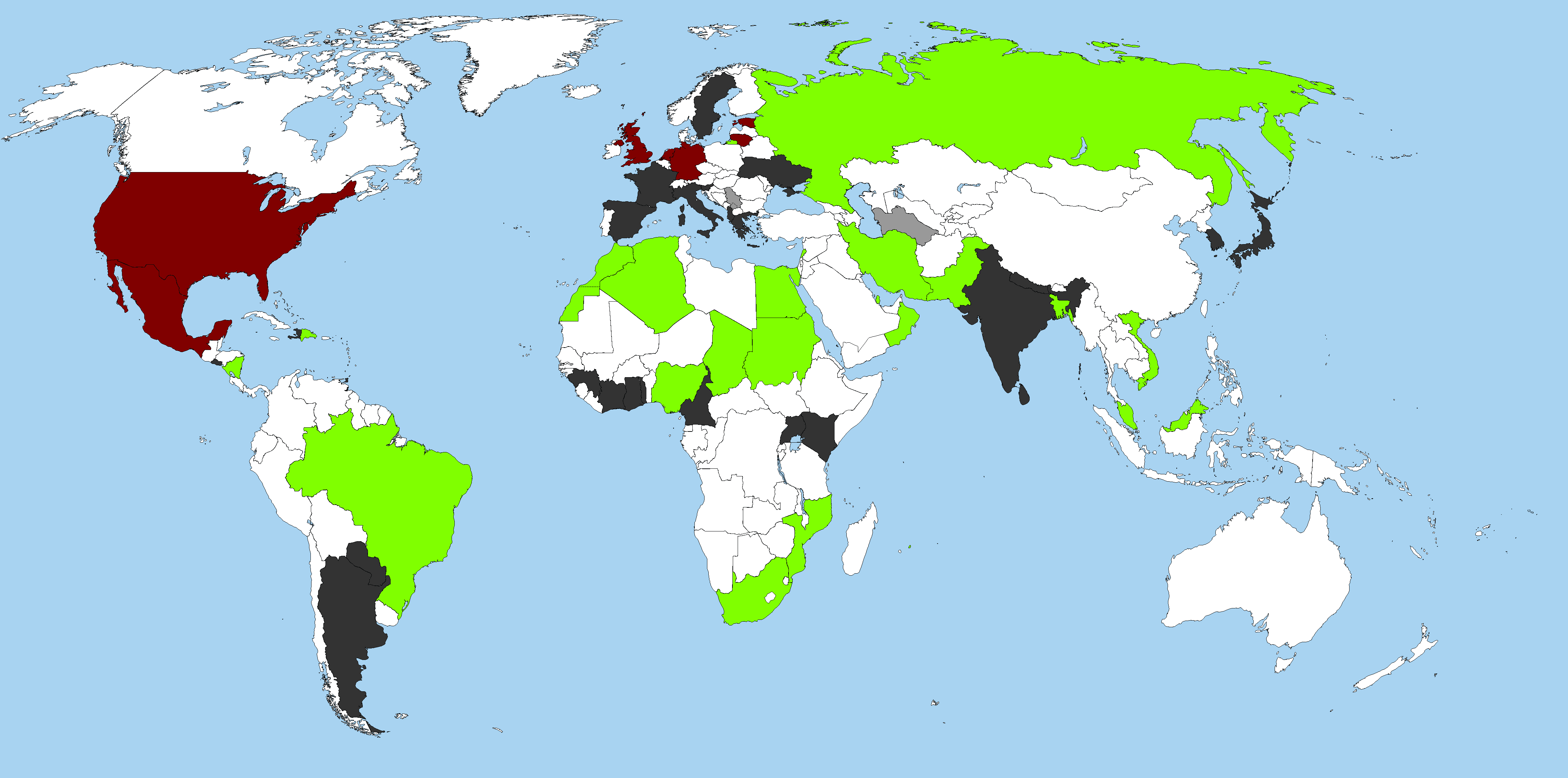
خريطة التصويت على قرار فلسطين المحتلة، أقرتها منظمة اليونسكو

قرار الجمعية العامة للأمم المتحدة هو قرار أو إعلان يُطرح للتصويت من قِبل جميع الدول الأعضاء في الجمعية العامة للأمم المتحدة.
عادةً ما تتطلب قرارات الجمعية العامة أغلبية بسيطة (أي عدد الأصوات المؤيدة أكبر من الرافضة) لتمريرها. ومع ذلك، إذا قررت الجمعية العامة، من خلال تصويت بالأغلبية البسيطة، أن المسألة تُعدّ "سؤالاً مهماً"، فإن الأمر يستلزم الحصول على أغلبية الثلثين (أي ضعف عدد الأصوات المؤيدة مقارنة بالرافضة). وتُعدّ "الأسئلة المهمة" تلك التي تتعلق بشكل كبير بصون السلم والأمن الدوليين، أو قبول أعضاء جدد في الأمم المتحدة، أو تعليق حقوق وامتيازات العضوية، أو طرد الأعضاء، أو تشغيل نظام الوصاية، أو المسائل المتعلقة بالميزانية.
وعلى الرغم من أن قرارات الجمعية العامة لا تكون ملزمة قانونًا للدول الأعضاء في العادة، إلا أن بعض القرارات الداخلية يمكن أن تكون مُلزِمة فيما يخص عمل الجمعية العامة نفسها، خصوصًا فيما يتعلق بالشؤون الإجرائية والميزانية.